# Операция «Wigwam»
Операция «Wigwam» — двенадцатая серия ядерных испытаний, включает в себя единственный взрыв ядерной бомбы Марк 90 (Бетти). Была проведена между операциями «Teapot» и «Redwing» 14 мая 1955, в пятистах милях к юго-западу от Сан-Диего, Калифорния. В обеспечении участвовало 6800 человек на 30 судах. Целью операции «Wigwam» было определение уязвимости подводных лодок к глубоководному взрыву, и возможность использования таких взрывов в реальной боевой ситуации. Командующий операцией, адмирал Джон Сильвестр, во время испытаний находился на штабном судне USS Mount McKinley.
Ядерное устройство было закреплено 2000-футовым (610 м) тросом под дном баржи. Баржа была соединена 6-мильным тросом с буксиром Tawasa. К другим буксирам были прикреплены тросами три небольшие подводные лодки названные «Squaws» («скво» — индианки), оснащённые кинокамерами и телеметрией.
Взрыв был произведён в 13:00 по тихоокеанскому времени. Операция прошла без инцидентов и с минимальным выбросом радиоактивных осадков. Только трое участников эксперимента получили облучение выше 0,5 бэра. Мощность взрыва составила 30 килотонн.